# Plouhinec (Ar Mor-Bihan)
Plouhinec (en bretó Pleheneg) és un municipi francès, situat a la regió de Bretanya, al departament d'Ar Mor-Bihan. L'any 2006 tenia 4.657 habitants.

## Toponímia

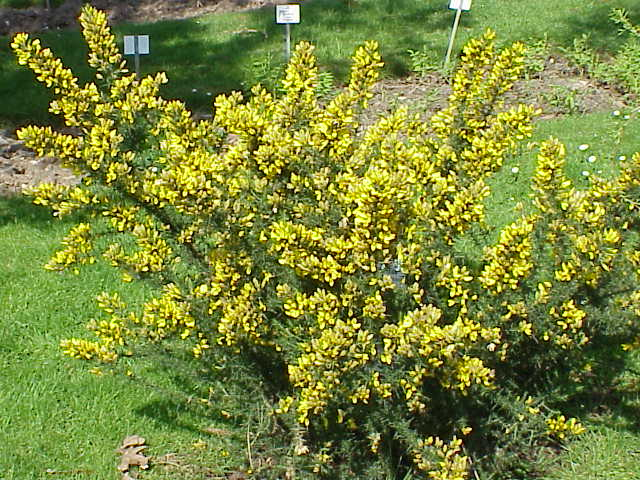
Gatosa europea florida, en bretó coneguda com "ethinoc"

Plouhinec ve del bretó Plou que significa parròquia i de Ithinouc o Ethinoc, que pot voler dir dues coses: un sant bretó, o el lloc on creixen unes plantes conegudes en català com "gatoses".
L'etimologia més probale és que el nom vindria de Sant Quéthenoc, nascut a Saint-Guen el 460, però que s'hauria traslladat a evangelitzar aquestes terres. Hi ha diversos topònims acabats en Guen que es relacionen amb aquest sant: Plouhinec, Ty-Guen, Manéguen...
Plouhinec ha tingut altres noms al llarg de la història: Ploezne el 1427, Ploeznec el 1464, Plouhinec el 1477], i Pluhinec el 1536.

## Història
Hi ha restes d'assentaments humans des del Neolític cap al 3000 aC, com ara la presència de nombrosos megàlits i alineaments de menhirs.
Al s I dC els romans van fer un assentament ocupant les costes del lloc anomenat "Mane Koh Kastel".
A mitjans de s. IV o del s V els bretons s'hi instal·laren amb el nom de Plou-Ithinuc, perquè van triar Ithinuc com sant patró, tot i que aviat el van substituir pels sants Pere i Pau.
Originàriament englobava els territoris actuals de Plouhinec, Merlevenez, Sainte-Hélène, Gâvres, Locmiquélic, Port-Louis i Riantec a més dels antics territoris de Locoal i Locquénin (Saint-Guénin).
Plouhinec depenia administrativament del degà de Pou-Belz. El castell de Plouhinec passà a la Casal de Rohan amb la mort de Pierre de Rostrenen, en el moment en què la seva filla Joanna, vídua d'Alain VII des de 1352 el va heretar. El castell però, no va romandre gaire temps amb els Rohan doncs la senyoria va ser cedida pel fill de Joana, vescomte Jean Ier de Rohan, al duc Joan IV de Bretanya, en data del 29 de maig de 1371 a canvi de mil lliures pel seu arrendament. A l'edat mitjana es menciona el castell com a propietat del príncep Louis VI de Rohan-Guémené.
Plouhinec es va constituir en comuna el 1790.
El 1793, les autoritats revolucionàries van decretar el reclutament de tropes per fer front a les "nacions europees atacant a les portes de Paris". A Plouhinec, els joves s'hi neguen i es declaren favorables a l'Antic Règim tot lluint l'escarapel·la blanca.
Durant l'enfrontament civil entre reialistes i revolucionaris, molts habitants de Plouhinec van ser empresonats a la ciutadella de Port-Louis. El notari Joseph Lestroban, home d'influència, va aconsellar a les autoritats d'intercanviar-los per 747 quintals de gra i així es va fer.
Les dunes del litoral van ser utilitzades per l'exèrcit alemany des de 1940 per a la construcció de la base dels submarins i dels búnkers de la banda atlàntica. El 1944, els aliats van destruir el Pont-Lorois per a tallar la barrera defensiva oriental en dues bandes. En acabar la guerra va ser al « café de la Barre » a Magouër on es van encetar les converses per a l'armistici.

## Demografia
| 1962                                       | 1968  | 1975  | 1982  | 1990  | 1999  |  |
| ------------------------------------------ | ----- | ----- | ----- | ----- | ----- |  |
| 3.301                                      | 3.451 | 3.372 | 3.553 | 4.026 | 4.146 |  |
| Des de 1962: població sense dobles comptes |       |       |       |       |       |  |

## Administració
| Període   | Identitat        | Partit |
| --------- | ---------------- | ------ |
| 1971-1995 | Aimé Kergueris   | UMP    |
| 1995-2005 | Maurice Thomas   |        |
| 2005-2008 | Yves Joannic     |        |
| 2008-     | Adrien Le Formal |        |

## Agermanaments
- Weidenberg (Alemanya)
- Kilkee (Irlanda)